# Brazey-en-Plaine
Brazey-en-Plaine ist eine französische Gemeinde mit 2.425 Einwohnern (Stand: 1. Januar 2022) im Département Côte-d’Or in der Region Bourgogne-Franche-Comté; sie gehört zum Arrondissement Beaune und zum Kanton Brazey-en-Plaine.

## Geographie
Brazey-en-Plaine liegt etwa 25 Kilometer südsüdöstlich von Dijon am Fluss Biètre. Durch die Gemeinde führt der Canal de Bourgogne und im Westen begrenzt der Fluss Vouge die Gemeinde. Umgeben wird Brazey-en-Plaine von den Nachbargemeinden Échigey und Tart-le-Haut im Norden, Tart-l’Abbaye im Nordosten, Montot im Nordosten und Osten, Saint-Usage im Südosten, Esbarres im Süden, Magny-lès-Aubigny im Südwesten, Aubigny-en-Plaine im Westen sowie Bessey-lès-Cîteaux und Aiserey im Nordwesten.

## Bevölkerungsentwicklung
| Jahr                       | 1962 | 1968 | 1975 | 1982 | 1990 | 1999 | 2006 | 2012 | 2019 |
| Einwohner                  | 1675 | 1721 | 2181 | 2415 | 2499 | 2457 | 2553 | 2469 | 2357 |
| Quellen: Cassini und INSEE |      |      |      |      |      |      |      |      |      |

## Sehenswürdigkeiten
- gallorömische Nekropole
- Kirche Saint-Rémy aus dem 19. Jahrhundert, Monument historique
- Kapelle Notre-Dame-de-Pitié
- Schloss Magnin mit Park aus dem 18. Jahrhundert
- Schloss Dumesnil aus dem 19. Jahrhundert mit Kapelle, Monument historique

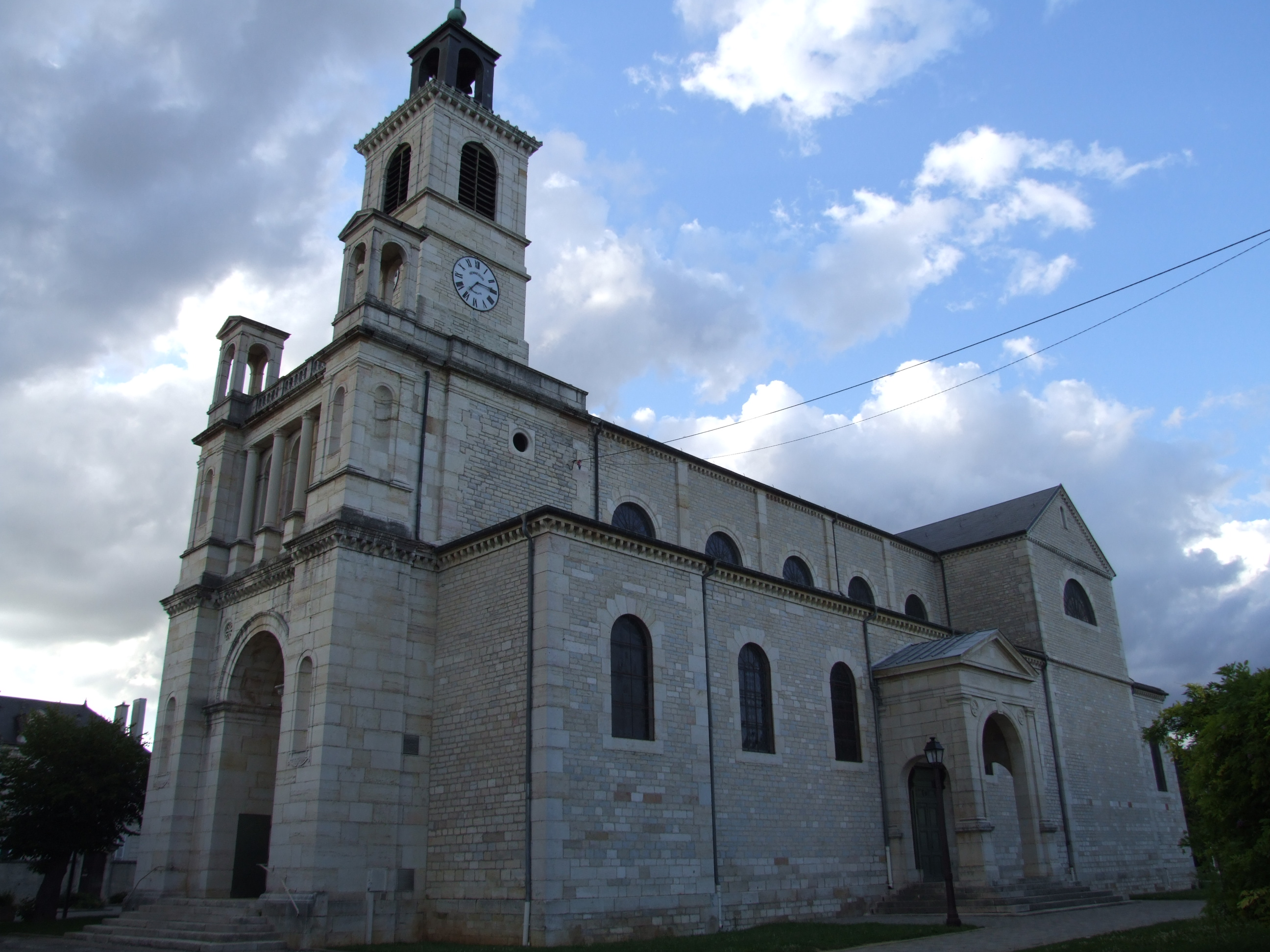
Kirche Saint-Rémy
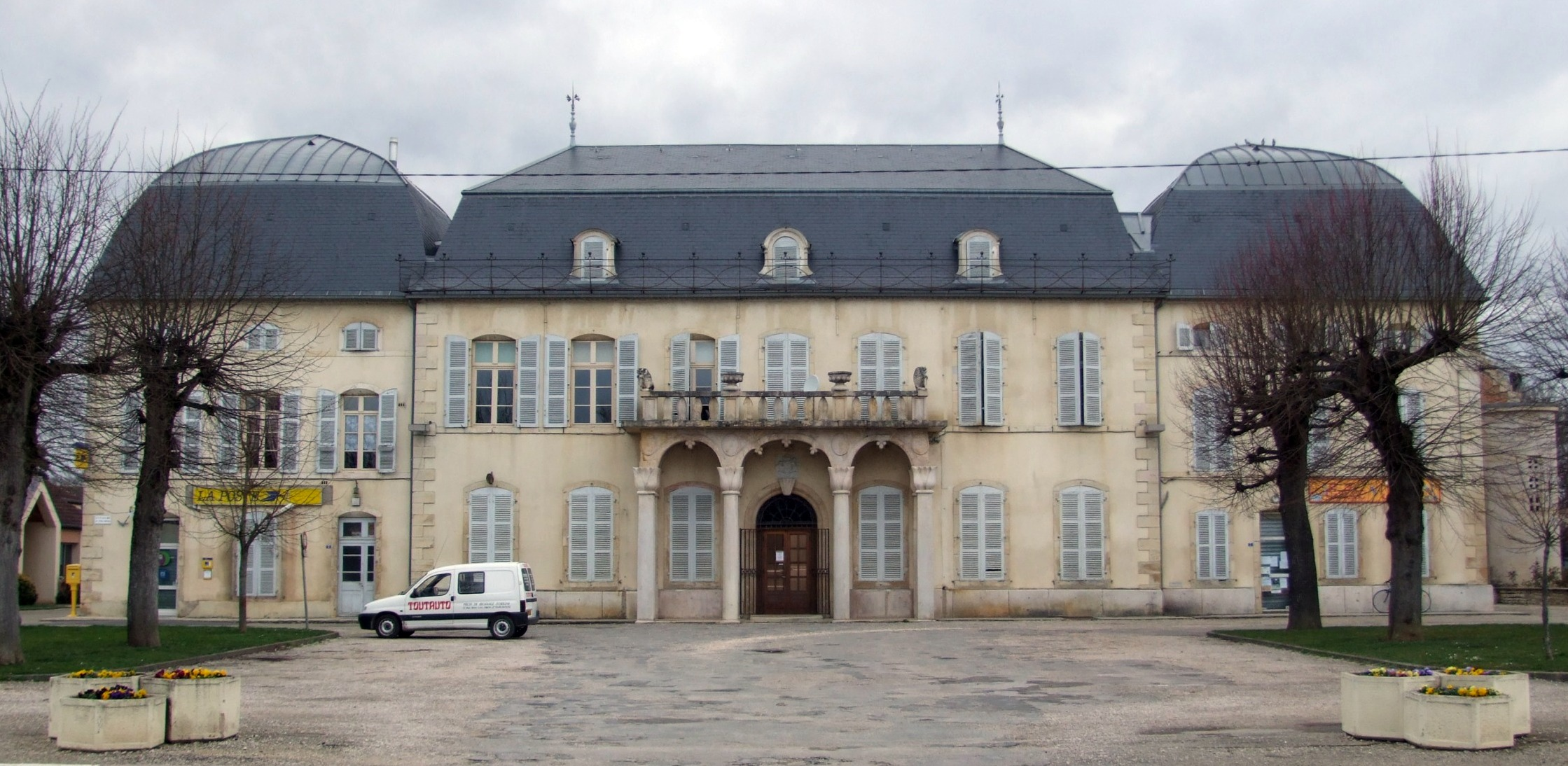
Schloss Dumesnil